# 越南共产党
越南共產黨（越南语：／?，發音：[ʔɗaːŋ˧˩ kəwŋ͡m˧˨ʔ saːn˧˩ viət̚˧˨ʔ naːm˧˧]），中文简称越共，是越南的执政党，也是目前越南的唯一合法政党。
1930年2月3日在香港成立时称越南共产党。1930年10月改名为印度支那共产党，1951年2月后，印支共一分为三：越南劳动党、老挝人民党、高棉人民革命党。在此后相当长一段时间内，越南劳动党事实上仍然领导着其他两个党。1976年，越南劳动党改称越南共产党。该党是目前越南境内唯一合法政党，越南人简称之为“党”（Đảng）。截至2011年，越共有近5.4万个基层党组织，党员360多万。越共组织机构包括中央、省委、县委和基层组织四级。

越共的非正式党徽，经常出现在党内组织的报告文件及证书上。

越南共產黨擁有自己的平面媒體：机关报《人民报》（日报），1951年3月创刊；机关刊物《共产杂志》（月刊），1955年创刊，原名《学习杂志》。

## 歷史

### 早期组织
1920年代末，在越南北部、中部和南部分别出現东洋共产党、东洋共产联团和安南共产党3个组织。1930年2月3日，胡志明以共产国际代表的身份在香港九龙华仁书院召集这三个党的代表举行会议，决定三党合并为越南共产党。
1930年五一劳动节，越共策动全国性的群众示威游行。同年9月乂安、河静两省工农运动达到高潮，各县建立党支部、农会、妇女会、青年会、自卫队组织，殖民政府地方官吏弃官而逃，并成立苏维埃政权，称为“乂静苏维埃运动”。印度支那殖民当局调动外籍军团颁布戒严令，镇压了乂静两省的運動。
1930年10月，越共在香港召开临时中央委员第一次会议，将党名改为印度支那共产党，并通过《资产阶级民主革命大纲》，提出越南革命的性质和任务。1931年3月—5月，党中央机关连续遭到破坏，总书记、中央常委和乂静领导干部相继被捕，运动失去领导核心。1931年中，乂静苏维埃政权不复存在。
1933年，陆续正式重建印度支那共产党各地方党委和党中央。1934年3月27日—3月31日，在葡属澳门召开第一次全国代表大会，提出党的三大任务，并通过《印度支那共产党的行动纲领》。
在维希法国成立后，日军入侵法属印度支那背景下，1941年5月10日，印支共中央八次会议在高平省河广县北坡村召开，决定进一步扩大民族独立游击战争，与国际反法西斯运动结合起来，成立“越南独立同盟会”（简称“越盟”），以统一领导越南共产主义政党团体和统战越南其他革命团体。太平洋战争爆发后，蒋介石默许胡志明率领越盟总部驻广西边境。1944年11月豫湘桂会战日军从越南、广东、湖南三个方向夹击广西，胡志明趁在北越的日军空虚，与武元甲率领200名越盟返回越南，1944年12月22日在高平省原平县密林中整编为“越南解放军宣传队”。后来这一天定为越南建军节。1945年8月，日本投降前夕，越盟共有6万名武装人员，其中大部分是训练较差的民兵。越盟在宣光省新潮召开会议，选出以胡志明为主席的民族解放委员会和以武元甲为主席的起义委员会，决定趁势发动八月革命，在盟军开进越南前从日军手里夺取全国政权。8月16日，越盟军攻克太原，揭开起义序幕。8月19日，河内起义成功。8月27日，越南国会决定成立越南民主共和国临时政府，推举胡志明为越南民主共和国主席。9月2日，胡志明代表民主共和国临时政府在河内巴亭广场庆祝大会上宣读《独立宣言》，宣告越南民主共和国成立，并废黜越南帝國皇帝保大。

### 反法抗战
反法抗战爆发后，为应对局势变化，1945年11月11日，印度支那共产党宣布解散，只保留一个名为“印度支那马克思主义研究会”的公开机构。但实际上，印度支那共产党并未解散，而是转入地下继续运作。
反法抗战时期，设立印支共南部委员会（后改称南方局），黎笋任书记，并直接领导第七联区的抗战工作。
1949年10月—1950年8月，越共中央三次派人同中国共产党商量援助越南问题。第一次派去的人是李班，第二次是胡志明亲自去，第三次是派阮良朋（后任越南驻苏大使、越南民主共和国副主席）去。
1951年2月，在宣光省召开印度支那共产党第二次代表大会，决定更名为越南劳动党，并通过了新的党纲、党章和宣言。因此，这次会议前半段悬挂的会标为“印度支那共产党第二次全国代表大会”、后半段则被改为“越南劳动党第一次全国代表大会”。胡志明作大会《政治报告》中说：“由于地理、历史、经济、文化等条件，使越南革命受到中国革命很大影响。而越南革命应该学而且已经学到了中国革命的许多经验。由于中国革命经验，由于毛泽东思想，使我们更进一步地了解马克思、恩格斯、列宁、斯大林主义。由此我们已取得许多胜利。”长征作《论越南革命》的长篇报告。此外，还派人协助老挝、柬埔寨的地方党组织独立建党。二大通过的党章把毛泽东思想同马克思列宁主义并列，作为越南“党的思想基础和一切行动的指针”。越南共产党由此成为东南亚乃至整个第三世界首个以毛泽东思想为最高指导思想的政党，并影响了东南亚其他各国共产党（如缅甸共产党、泰国共产党和菲律宾共产党等）在此后陆续将毛泽东思想写入党章。
越南抗法独立战争实质上是一场民族民主革命。如何彻底发动广大群众特别是农民支援这场战争是十分重要的。1952年10月，胡志明去莫斯科参加苏联共产党第十九次代表大会，苏联共产党领导人斯大林和中国共产党代表刘少奇同胡志明一起商讨越南解放区的土改问题。1953年土改在越南全面铺开，并于1956年完成，将81万公顷土地分给了2104000户农民。越共中央认为土改胜利“具有战略意义”。

### 抗美救国战争
1956年夏秋，越南劳动党召开十中全会，清理过去的土改和知识分子政策，“纠偏认错”，主要领导人都承认了错误，长征辞去了第一书记职位，由党主席胡志明代理第一书记；同时从南越调回了越共南方局书记黎笋绕道香港、中国两广，于1957年初回到河内担任第一书记。
1957年，越南劳动党肯定越南进入社会主义过渡时期。
1960年9月召开越南劳动党第三次全国代表大会。讨论了进入抗美救国战争后的越南形势。政治局由11委员组成：胡志明、黎笋、长征、范文同、范雄、武元甲、黎德寿、阮志清 、阮維楨、黎清毅与黄文欢。候补政治局委员是陈国环与文进勇。
1963年三届九中全会上，外交部长翁文谦被指责与来访的捷克斯洛伐克总统诺沃提尼发表联合公报高度赞许和平共存是“最正确的政策”导致被撤职。由春水接任。裴公澄、杨白梅、黎廉也受到冲击。 
1965年2月，美国开始进行针对越南北部的空袭行动，于1965年3月将大量地面兵力投入越南南方，打响“局部战争”。美国政府发表了《越南问题从何而来》的白皮书，把越战归咎于越南民主共和国，并通知联合国，美军愿意在“北越停止对南越的侵略战争”的情况下全部撤离。在此背景下，1965年12月召开的越共三届十二中全会指出，“我们要坚持战略决心，采用政治斗争与外交斗争相结合的策略并将其与军事攻击配合，主动攻击敌人”。1967年1月召开的越共三届十三中全会决议决定“南北推进战斗，提出外交斗争主张”，造成边打边谈的局面，迫使美方降级战争。为了实施新的外交斗争主张，越南推出了策略性的口号：“只有美国无条件停止轰炸等针对越南民主共和国的抗活动，越南才会同美方谈判。”越共中央于1968年1月通过决议：“情况让我们将南方革命战争转入进攻与崛起新时期，旨在争取决定性胜利。”越共在南方四大城市及44个市县、数百个乡镇进行了春节总攻势与崛起，震动了全世界，挫败了美国以军事手段在越南战争取胜的信念，迫使约翰逊总统于1968年3月31日宣布“部分停炸”，停止针对越南北部的轰炸行为（非军事区除外）并于1968年5月13日坐到巴黎谈判桌前。1968年10月31日美国大选前夕，约翰逊总统宣布对越南民主共和国“全面停炸”，直至1973年初才又恢复轰炸。
1969年初美国总统尼克松上台后，越共中央政治局确定主要任务为“让敌军降级战争，迫使美国单方面撤离一部分兵力”。在巴黎谈判过程中，美方一再要求“双方一同撤军”，但越方不接受，美方1971年11月10日放弃这一要求，单方面撤军将近40万。
1969年9月2日党主席胡志明去世，第一书记黎笋成為劳动党唯一的最高領導人。
1969-1970年和1970-1971年南方旱季攻势的胜利为1972年春夏战略进攻奠定了基础，巴黎谈判会议于1972年7月进入新阶段创造条件。
1975年430事件後，越南全國統一，歷三十年內戰後，劳动党成為全國唯一的執政黨。

### 全国统一
1976年7月2日，越南民主共和国和越南南方共和国正式统一为越南社会主义共和国。
1976年12月，越南勞動黨召开“四大”，决定改名為越南共產黨。此时，越共中央政治局的14名委員是黎笋、长征、范文同、范雄、黎德寿、武元甲、阮維楨、黎清毅、陈国环、文进勇、黎文良、阮文靈、武志公、朱輝珉，3名候補委員是素友、武文杰與杜梅。 
1982年，召開越共“五大”。

### 革新开放
1986年，总书记黎笋去世。12月的越共六大，“全面地、深刻地”檢討了越共在过去10年工作特别是經濟方面的失誤。否定了黎笋路線，繼續推進經濟改革，把黨的中心工作逐步轉移到經濟建設上來。確立了革新開放政策。完成了新老交替，阮文靈當選為越共中央總書記。
1980年代末蘇聯新思维和东欧剧变對越南政局產生了巨大沖擊，在越共領導層內部出現了不同意見，一些人公開主張全盘西化，否定越南共產黨的絕對領導地位。代表人物有时任越共中央政治局委员、书记处书记陈春柏、原越南南方共和國文化部副部长吕方，越南共產黨党报编辑、南方退伍军人俱乐部重要成员裴信，原越南外文出版社社長阮克元以及原越南民主黨總書記、越南社會科學院哲学所学者黄明正等。

### 冷战以后
1991年召开越共七大上通过了《社會主義過渡時期國家建設綱領》，明確越南共產黨堅持黨的一黨領導，堅持馬克思列寧主義和胡志明思想，堅持走社會主義道路的發展方向。杜梅擔任總書記。此后，越共权力核心「四柱」开始沿革为这种格局：党的总书记基本上由以河内为中心的北方人担任，主管政治思想工作；國家主席或國會主席为中部人；政府總理为以胡志明市为中心的南方人，主管经济工作。
2001年4月19日至22日，越共九大在河内举行，选举产生新一届中央委员150人。越共九大通过的决议号召越南全党全民坚定民族独立和社會主義的目标，继续革新，促进国家工业化、现代化，建设和保卫祖国，为了民富国强，社会公平、民主和文明的目标，在21世纪继续前进。大会强调越南共产党和越南人民决心在马克思列宁主义和胡志明思想的基础上沿着社会主义道路建设国家。越共九届一中全会选举农德孟为新一任總書記，选出了有15名成员的越南共產黨中央政治局和有9名成员的越南共產黨中央書記處。从九大开始，越共大力推动干部的年轻化和专业化。
2006年4月18日，越南共产党第十次全国代表大会在越南首都河内召开。

### 阮富仲时期
2011年1月12日至19日，越南共产党第十一次全国代表大会在越南首都河内召开，选举阮富仲为新一届越南共产党中央委员会总书记，产生了新一届越南共产党中央政治局，共14名成员，分别是张晋创、冯光青、阮晋勇、阮生雄、黎鸿英、黎清海、苏辉若、阮富仲、范光毅、陈大光、丛氏放、吴文裕、丁世兄、阮春福。大会选举产生中央委员175人，中央候补委员25人。大会产生新一届越南共产党中央书记处书记4人，分别是吴春历、张和平、何洁、阮氏金銀。吴文裕当选新一届越南共产党中央检查委员会主任。大会还通过了修订后的越南《社会主义过渡时期国家建设纲领》、《党章》和《2011—2020经济社会发展战略》。根据该战略，2011—2015五年间，越南GDP年平均增长7.5%至8%，人均GDP达到2100美元。力争於2020年國民生產總值比較2010年增加1.2倍，人均國民生產總值达至3,000至3,200美元。
2016年1月20日至28日，越南共产党第十二次全国代表大会在越南首都河内召开。大会选举产生中央委员180人，中央候补委员20人。大会选举阮富仲連任越南共产党中央委员会总书记，产生了新一届越南共产党中央政治局，共19名成员，分别是阮富仲、张氏梅、黃忠海、丁羅升、王庭惠、陳國旺、阮善仁、吳春歷、范明政、陈大光、丛氏放、蘇林、丁世兄、阮春福、范平明、阮氏金银、张和平、阮文平、武文赏。大会产生新一届越南共产党中央书记处书记4人，分别是丁世兄、梁强、阮文年、阮和平。陳國旺当选新一届越南共产党中央检查委员会主任。
2021年1月25日至2月1日，越南共产党第十三次全国代表大会在越南首都河内召开。大会选举产生中央委员180人，中央候补委员20人。大会选举阮富仲再次連任越南共产党中央委员会总书记，打破了连任两届的规定，亦使其成为继胡志明和黎笋后任期最长的越共领导人。
阮富仲任職越共中央總書記期間發起大規模反腐敗運動，導致國家主席阮春福、武文賞、國會主席王廷惠、中央書記處常務書記張氏梅等核心領導幹部先後被迫辭職。

### 蘇林时期
2024年7月19日，阮富仲去世；時任國家主席蘇林暫代總書記職務；8月3日，越共中央全會選舉蘇林為新任越共中央總書記。

## 机构设置
- 中央政治局
- 中央书记处
- 中央軍事委員會
- 中央檢查委員會
- 中央組織部
  - 中央办公厅
  - 中央宣教部
  - 中央內政部
  - 中央對外部
  - 中央經濟部
  - 中央民運部

## 历任领导人

### 印度支那共产党时期
| 任次                               | 姓名                               | 就任日期                           | 卸任日期                           |
| 印度支那共产党临时中央委员会总书记 | 印度支那共产党临时中央委员会总书记 | 印度支那共产党临时中央委员会总书记 | 印度支那共产党临时中央委员会总书记 |
| ---------------------------------- | ---------------------------------- | ---------------------------------- | ---------------------------------- |
| 1                                  | 陈富                               | 1930年10月27日                     | 1931年9月6日                       |
| 印度支那共产党中央委员会总书记     |                                    |                                    |                                    |
| 2                                  | 黎鸿峰                             | 1931年10月27日                     | 1936年7月26日                      |
| 3                                  | 何辉集                             | 1936年7月26日                      | 1938年3月30日                      |
| 4                                  | 阮文渠                             | 1938年3月30日                      | 1940年11月9日                      |
| 5                                  | 长征                               | 1940年11月9日                      | 1945年11月11日                     |

### 越南劳动党和越南共产党时期
| 任次                         | 姓名                     | 就任日期                 | 卸任日期                 |
| 越南劳动党中央委员会主席     | 越南劳动党中央委员会主席 | 越南劳动党中央委员会主席 | 越南劳动党中央委员会主席 |
| ---------------------------- | ------------------------ | ------------------------ | ------------------------ |
| 1                            | 胡志明                   | 1951年2月19日            | 1969年9月2日             |
| 越南劳动党中央委员会第一书记 |                          |                          |                          |
| 2                            | 长征                     | 1951年2月19日            | 1956年11月1日            |
| 3                            | 胡志明                   | 1956年11月1日            | 1960年9月10日            |
| 4                            | 黎笋                     | 1960年9月10日            | 1976年12月20日           |
| 越南共产党中央委员会总书记   |                          |                          |                          |
| 5                            | 黎笋                     | 1976年12月20日           | 1986年7月10日            |
| 6                            | 长征                     | 1986年7月14日            | 1986年12月18日           |
| 7                            | 阮文灵                   | 1986年12月18日           | 1991年6月27日            |
| 8                            | 杜梅                     | 1991年6月27日            | 1997年12月29日           |
| 9                            | 黎可漂                   | 1997年12月29日           | 2001年4月22日            |
| 10                           | 农德孟                   | 2001年4月22日            | 2011年1月18日            |
| 11                           | 阮富仲                   | 2011年1月18日            | 2024年7月19日            |
| 12                           | 蘇林                     | 2024年7月19日            | 現任                     |

## 理论书籍
《社会主义理论和实践若干问题以及越南走向社会主义的道路》   阮富仲著

## 外部連結
- 越南共产党电子报（页面存档备份，存于） （简体中文）